# Loelia Ponsonby
Loelia Ponsonby is een personage uit een aantal James Bondromans van de Engelse schrijver Ian Fleming. Loelia Ponsonby is eerste secretaresse van Bond.

## Boeken
Loelia Ponsonby is James Bonds persoonlijke 00-Section secretaris in veel van Ian Flemings romans. Ponsonby is ook de secretaris voor 008 en 0011, die beiden een kantoor delen met Bond en Agent 279 met de codenaam Dickson, die zich in Station H in Hong Kong bevindt.
Ze heeft een streng karakter maar onderhoudt een flirtende relatie met James Bond. Ponsonby was behoorlijk bijgelovig en waarschuwde Bond om vrijdag 13 december niet in een vliegtuig te gaan in From Russia with Love. Ze gaat later met pensioen nadat ze met een lid van de Baltic Exchange is getrouwd en wordt vervangen door Mary Goodnight. In de boeken van Sebastian Faulks en Anthony Horowitz is ze weer terug in dienst en heeft ze weer een actieve rol.